# Інтермер
«Інтермер» (англ. Intermere) — утопічний роман американського письменника Вільяма Александра Тейлора, виданий 1901 року. Події роману розгортаються навколо подорожі людини, загубленої під час корабельної аварії та врятованої командиром таємничої давньої країни, Інтермер. Головний герой отримує знання щодо передових технологій, економіки та методів управління Інтермере. Тейлор піднімає питання обмеження терміну діяльності для політиків, рівного розподілу багатства, а також системи мотивації та винагороди за науковий прогрес. Незважаючи на дещо соціалістичну систему обмеження торгівлі та підтримку бідних, економіка всеж залишається капіталістичною, дозволяється функціонувати лише малому бізнесу (не більше п'яти найманих працівників).

## Сюжет
Особливістю утопічного суспільства Інтермер є те, що жінкам дозволено заробляти лише вдвічі менше, ніж чоловікам, і вони не можуть голосувати. Розлучення не практикується, а громадяни Інтермере стверджують, що не мають почуття гумору.